# Athletes gigas
Athletes gigas är en fjärilsart som beskrevs av L.Sonthonnax 1903. Athletes gigas ingår i släktet Athletes och familjen påfågelsspinnare. Inga underarter finns listade i Catalogue of Life.